# Lissonota macra
Lissonota macra är en stekelart som först beskrevs av Cresson 1870.  Lissonota macra ingår i släktet Lissonota och familjen brokparasitsteklar. Inga underarter finns listade i Catalogue of Life.